# Middle Island (ö i Australien, Western Australia, lat -16,45, long 123,09)
Middle Island är en ö i Australien. Den ligger i delstaten Western Australia, omkring 1 900 kilometer nordost om delstatshuvudstaden Perth. Arean är 0,62 kvadratkilometer. Den sträcker sig 1,2 kilometer i nord-sydlig riktning, och 1,1 kilometer i öst-västlig riktning.
Savannklimat råder i trakten. Genomsnittlig årsnederbörd är 1 610 millimeter. Den regnigaste månaden är januari, med i genomsnitt 464 mm nederbörd, och den torraste är augusti, med 1 mm nederbörd.